# 智人
智人（学名：Homo sapiens，意为“有智慧的人类”）是脊椎动物亚门哺乳纲灵长目人科人属唯一现存的物种，在演化生物学上分早期智人和晚期智人两个演化阶段，从人类文明发展的角度，早期智人又可称古人，晚期智人则为新人，此外还有已灭绝的亚种长者智人。

## 早期智人
早期智人（英語：Archaic Homo sapiens）大約在距今25萬年到40萬年間演變出來，體質特徵上介於直立人和晚期智人之間。早期智人腦容量已達到現代人的水準，用獸皮做衣服，能人工取火，有埋葬死人的習俗。

## 晚期智人

智人（红色）的迁徙路径及直立人（黄色）和尼安德特人（棕色）的分布

晚期智人在体质特征上和现代人已没有明显差异，能精制石器和骨器，懂得绘画、雕刻等艺术，能修建简单房屋，男女有明确分工。
人类单地起源说主张智人源于非洲，在距今大约5万年到10万年间迁移出非洲，取代了亚洲的直立人和欧洲的尼安德特人。智人走出非洲时在中东一带与尼安德特人相遇，并发生小规模融合混血，然后才迁移到世界各地，所以非洲以外的现代人都携有部分尼安德特人的基因。
智人往东迁徙在亚洲遇到了丹尼索瓦人，并融合了一部分丹尼索瓦人基因。

## 物种数量
智人在数百万年的演化中，由于地球环境的反复变化，智人的物种数量在随之不停发生变化，其物种的族群也曾三度几近灭绝勉强存活下来。其中，在大约19.5万年前，智人的物种群数量最少竟仅剩600人，这些智人幸运又聪明地存活了下来，并逐渐演化为了现代人类。现代人类的人口数量仍在历史中不停变化，或因为疫病，或因为战争等。

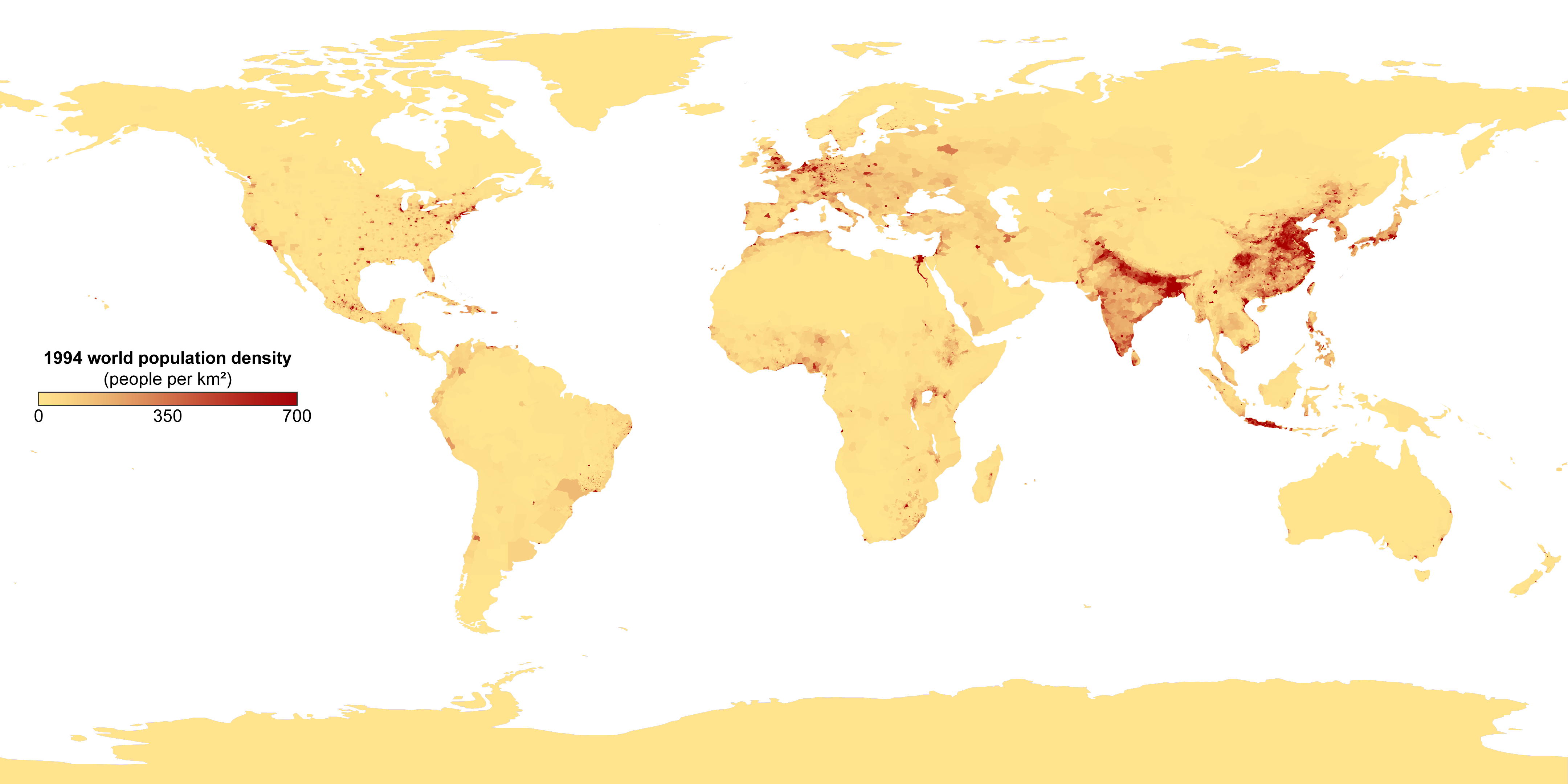
世界人口密度點图

如今，截至2025年1月，世界人口超过81.7亿，联合国估计在2050年时将达到100至110亿。2025年，人口最多的国家是印度（14亿3千万）、中国（14亿）、美国（3亿4千万）、印尼（2亿8千万）、巴基斯坦（2亿4千万）、尼日利亚（2亿3千万）、巴西（2亿）、孟加拉国（1亿6千万）、俄罗斯（1亿4千万）、墨西哥（1亿3千万）、日本（1亿2千万）。